# Kostel svatého Havla (Praha)
Kostel svatého Havla (původně románský farní kostel) stojí v Havelské ulici na pražském Starém Městě. Trojlodní kostel se dvěma věžemi v průčelí stojí na gotických základech, současné barokně zvlněné průčelí vzniklo v letech 1723–1738.

## Historie

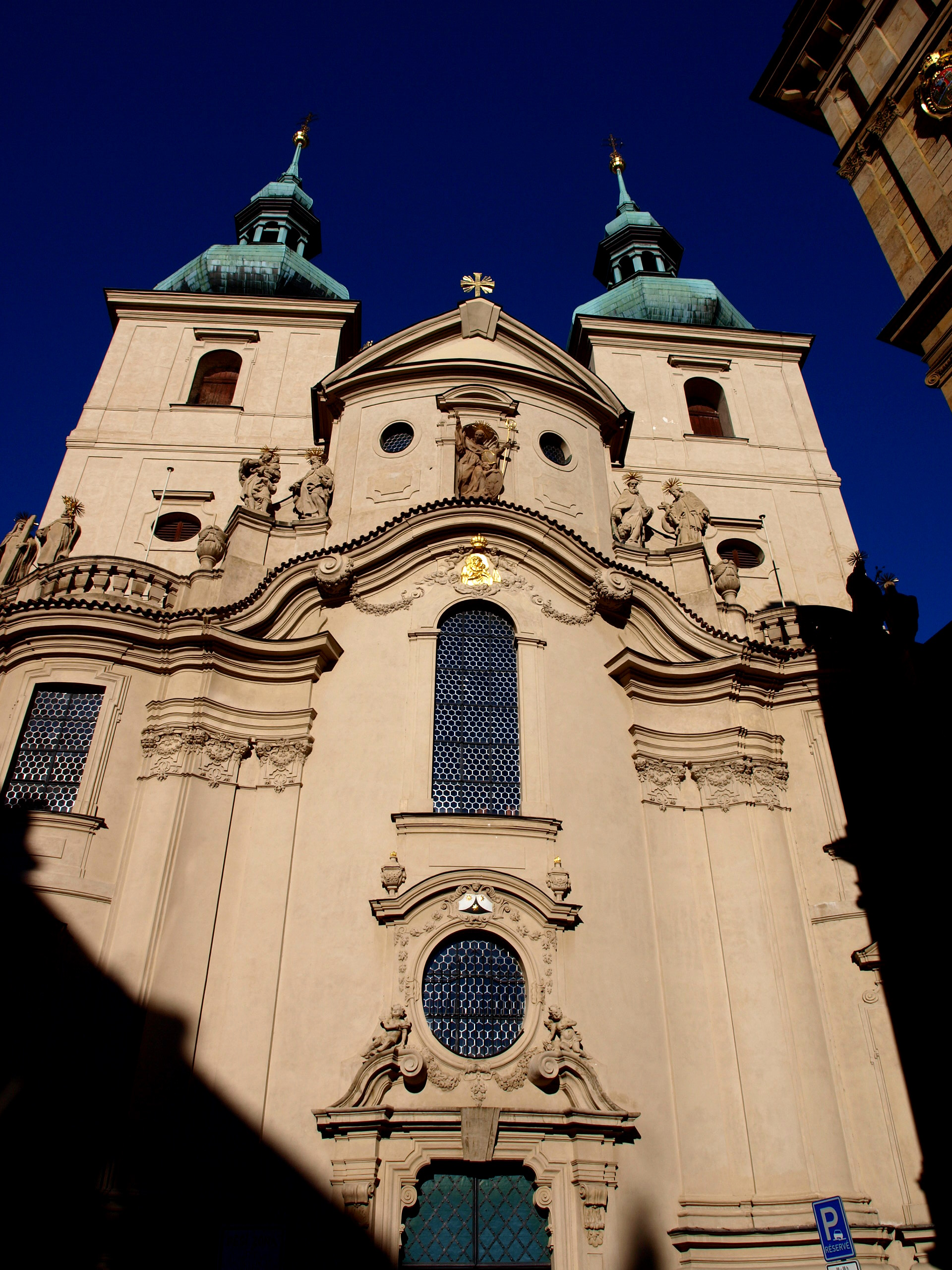
Průčelí kostela

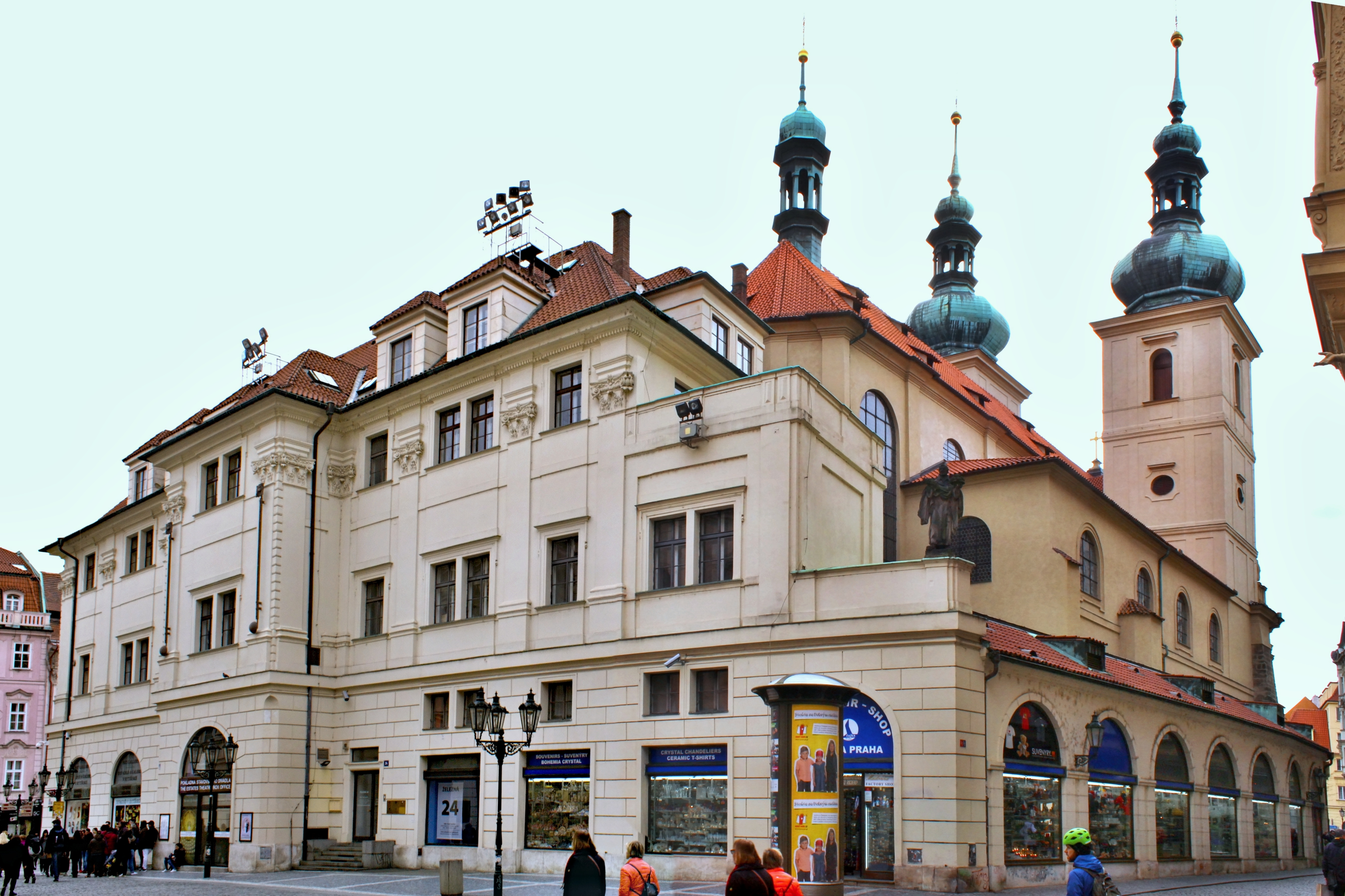
Bývalý klášter obutých karmelitánů s kostelem sv. Havla

Původní románský farní kostel svatého Havla vznikl v rozmezí let 1232–63 současně s Havelským městem, německou čtvrtí, založenou králem Václavem I. krátce po jeho nástupu na trůn v roce 1230 a za spoluúčasti mincmistra Eberharda. Založení Havelské čtvrti připravilo podmínky pro založení Starého Města, se kterým pak v průběhu 13. století splynulo v jeden správní celek chráněný městskými hradbami.
V první polovině 14. století byl zřejmě týž kostel goticky přestavěn na trojlodní gotickou baziliku. Roku 1353 daroval císař Karel IV. kostelu lebku sv. Havla, kterou se panovníkovi podařilo získat od benediktinů ze Svatohavelského opatství ve Švýcarském St. Gallenu, čímž význam kostela vzrostl.
Od roku 1358 kázal v kostele Konrád Waldhauser, Jan Milíč z Kroměříže, v letech 1380-1390 zde byl plebánem Jan Nepomucký, v roce 1404 zde kázal Jan Hus a roku 1412 Štěpán z Pálče.
Kostel pak patřil konsistoři podobojí až do roku 1627, kdy jej Ferdinand II. věnoval řádu obutých karmelitánů. Ti si v sousedství od roku 1664 vybudovali nový klášter, stavbu i opravu kostela vedl Giovanni Domenico Orsi, snad podle plánů Carla Luraga. Přestavba průčelí před rokem 1738 patrně probíhala podle plánů Pavla Ignáce Bayera, domnělé autorství Jana Blažeje Santiniho-Aichela nebylo potvrzeno. Když byl klášter karmelitánů 1786 zrušen, kostel se stal farním.

## Popis
Trojlodní orientovaná stavba zachovává půdorys i velkou část zdiva gotického kostela. Vrcholně barokní zvlněná kulisa stojí před původním průčelím, po stranách štítu je osm soch světců od Matěje Václava Jäckela z doby před 1727 (některé jsou od roku 1968 nahrazeny kopiemi). Hlavní i vedlejší lodi jsou zaklenuty křížovými klenbami patrně ze 17. století, barokní pilastry po stranách zakrývají místy zachované gotické přípory. Kaple v přízemí obou věží mají gotické klenby, zbytky gotických oken se zachovaly i v patrech věží.
V kostele je velmi cenné a téměř úplné barokní zařízení, hlavní oltář se sochami od M. V. Jäckela a obrazem od Jana Kryštofa Lišky z roku 1696. Sochařská výzdoba bočního oltáře Kalvárie je od Ferdinanda Maxmiliána Brokoffa z let 1717-1720. Také další zařízení včetně varhan a kovaných vrat je z téže doby. V kostele je řada cenných náhrobníků ze 16.-17. století a cínová křtitelnice z roku 1523.

### Hroby
- Pamětní deska s erbem z roku 1910 vsazená v severní stěně chrámu: připomíná zaniklý hrob malíře Karla Škréty (†1674).
- V lodi mramorový náhrobník purkmistra Jana Klayna (†1582) s českým nápisem gotickou frakturou
- Mramorový náhrobník s českým nápisem a aliančním erbem Daniela Pichlpergera (po †1604) a jeho manželky
- Mramorový náhrobník Martina Ambrože Týneckého z doby po roce 1620
- Náhrobník mramorový s českým nápisem a erbem Kryštofa Jana Krakovského z Kolovrat († 1659) a jeho manželky
- Náhrobník z červenohnědého mramoru s českým nápisem a erbem rodiny Dubských z Vitněvsi a na Pičíně[2]

### Zvony
V Kostele jsou následující zvony:
- Václav – vyrobený v roce 2017, pojmenovaný na počest Václava Havla, jeho hmotnost je přibližně tři čtvrtě tuny, na výšku měří necelý metr a šířku ve spodní části má 103 centimetrů
- Jan Nepomucký – vyrobený v roce 2020, váží přibližně 80 kilogramů, průměr má 50 centimetrů a laděn je do tónu a2
- Ludmila – váží 45 kilogramů, průměr má 38 centimetrů, laděna je do tónu cis3